# Silfverswärd
Silfverswärd är en svensk adelsätt med ursprung från Badene i Kvänums socken i Västergötland.
Lasse Larsson adlades utan namn, men namnet Lars Larsson Silberschwerdt med årtalet 1630 är tillskrivet innanför ramen kring vapnet i sköldebrevet. Medlemmarna av huvudmannagrenen skriver sig Silfwersvärd. Ätten har gemensamt ursprung med utdöda adliga ätterna Svärdfelt nr 469 och nr 754.